# 베냉 축구 연맹
베냉 축구 연맹(프랑스어: Fédération Camerounaise de Football, FBF)은 베냉에 있는 협회 축구의 관리 기관이다. 1960년에 설립되었고, 1963년에 CAF에, 1964년에 FIFA에 소속되었다. 베냉 프리미어리그를 포함한 국가 축구 리그와 국가대표팀을 조직한다.

## 역사

### 2010년 아프리카 네이션스컵 낙진
FBF는 베냉 축구 국가대표팀이 2010년 아프리카 네이션스컵에서 퇴장한 후 징계와 애국심 부족을 이유로 경기 및 코칭스태프 전체를 해임했다.
베냉의 축구 선수 라자크 오토요시는 FBF가 국가대표팀의 이미지를 '색칠'하려고 노력했다고 말했다. "우리는 규율이 없는 선수들이 아니며 그들은 단지 우리의 이미지를 더럽히기를 원합니다... 진실은 선수들이 그들의 권리를 위해 싸우고 있었다는 것입니다."
오토요시는 선수들과 FBF 사이에 분쟁이 있었다는 것을 인정했지만 선수단은 일이 제대로 이루어지기를 원한다고 말했다. 오토요시는 선수들이 제 시간에 잘못된 번호로 유니폼을 받지 못했고, 선수들에 대한 수당과 보너스 지급도 지연되었다고 말했다.